# Abisara abnormis
Abisara abnormis é uma borboleta da família Riodinidae. Ela pode ser encontrada na Birmânia e em Assam.